# Четмэн, Вернон
Вернон Четмэн (англ. Vernon Chatman, род. 1972) — американский телевизионный продюсер, сценарист, актёр озвучивания, стенд-ап-комик, музыкант и участник арт-проекта PFFR.
Вместе со своим давним другом Джоном Ли (они учились вместе в Университете Сан-Франциско) Четмэн является создателем, продюсером и сценаристом сериалов Wonder Showzen и Xavier: Renegade Angel. Также Четмэн известен благодаря озвучиванию персонажа сериала «Южный парк» — разумного полотенца-наркомана Полотенчика.
Четмэн является сценаристом сериала Дрожащая Правда (The Shivering Truth).  
Четмэн также работал консультантом в «Южном парке», сценаристом в сериалах The Chris Rock Show (за эту работу он получил «Эмми»), Late Night with Conan O'Brien, That's My Bush!, The Downer Channel, Final Flesh.